# Oskar und das Geheimnis der verschwundenen Kinder
Das Buch Oskar und das Geheimnis der verschwundenen Kinder ist ein 2004 im Cecilie Dressler Verlag erschienener Kinderroman von Claudia Frieser.

## Inhalt
Der Protagonist des Werkes, der kindliche Oskar, findet im Nachlass seines Großvaters eine Anleitung für Zeitreisen, nebst den notwendigen Utensilien für die verschiedenen Zeiten. Oskar versetzt sich zurück ins Nürnberg des 15. Jahrhunderts. Doch es stellt sich heraus, dass er dort mit zahlreichen nicht einkalkulierten Problemen konfrontiert wird, so verliert er unter anderem durch eine Schlägerei sein Gedächtnis. 
Durch den Gedächtnisverlust an der schnellen Rückkehr in seine Zeit gehindert, gerät Oskar in einen Kriminalfall um verschwundene Säuglinge. Als Oskar und die als Apothekerin und Hebamme wirkende junge Frau namens Kathrin, die Oskar bei sich aufgenommen hat, den Tätern zu nahe kommen, wird Kathrin als Hexe und Kindsräuberin angeklagt und eingekerkert. Mit Hilfe des jungen Albrecht Dürer und einiger Erwachsener gelingt es Oskar aber schließlich, die wahren Täter zu enttarnen, Kathrin zu befreien und schließlich in seine eigene Zeit zurückzukehren.

## Rezension
„[…] Doch Claudia Frieser nutzt nicht nur das pittoreske Potential der Periode [des Mittelalters], sondern kennt sich darin, als Archäologin mit dem Schwerpunkt Mittelalter, auch noch besonders gut aus, schreibt Welle. Und so ist ihre Geschichte von Oskar, der eine Zeitreise ins Jahr 1484 unternimmt, nicht nur spannend, sondern auch lehrreich und außerordentlich genau und detailreich erzählt: […]“